# GnuLinEx
gnuLinEx fue una distribución Linux libre basada en Debian GNU/Linux y GNOME, contando con OpenOffice.org como suite ofimática, entre otras aplicaciones. Hoy está descontinuada y el dominio de descarga fue comprado por una empresa alemana.
Estaba impulsada por la Consejería de Economía, Comercio e Innovación de la comunidad autónoma de Extremadura (España), siendo pionera y secundada por otros organismos públicos y privados del resto de España. Durante un periodo considerable de tiempo, la comunidad extremeña ofreció también apoyo a la de Andalucía (la cual se inspiró en GnuLinex para desarrollar Guadalinex) en la implantación de soluciones abiertas en colegios, administración, etc. Posteriormente han surgido proyectos similares en otras comunidades autónomas, como la Comunidad Valenciana (Lliurex), Madrid (Max), Galicia (Galinux), Cataluña (Linkat), Castilla-La Mancha (Molinux).
El 20 de octubre de 2010 se liberó LinEx 2010. El 13 de octubre de 2011 se liberó Linex 2011. El 31 de diciembre de 2011 la Junta de Extremadura, coincidiendo con el cambio de gobierno, transfiere su mantenimiento a una fundación estatal CENATIC (Centro Nacional de Referencia de Aplicación de las Tecnologías de la Información y la Comunicación basadas en Fuentes Abiertas) que se hace cargo de asumir las funciones del CESJE (Centro de Excelencia de Software José de Espronceda), hasta la fecha era la entidad encargada del mantenimiento del software. CENATIC apuesta por un desarrollo 100% en comunidad de la distribución regional (aprovechando su relevante experiencia a nivel europeo en la creación de comunidades libres público-privadas) para conseguir la mantenibilidad y sostenibilidad técnica de LinEx a futuro; situando de nuevo a Extremadura como región pionera en apoyo del software libre. El 11 de febrero de 2013, fruto de este trabajo, se lanza la versión de LinEx 2013, con una base totalmente actualizada a Debian Wheezy.

## Información sobre la versión LinEx 2011

### Resumen de perfil de distribución
- Sistema basado en Debian Squeeze
- Distribuido en modo demostrador (live) e instalable mediante debian installer.
- Totalmente traducido al castellano.
- Con las siguientes opciones de instalación:
  - Firmware de tarjetas de red
  - Plugin Flash
  - Codecs Multimedia
  - Soporte formato compresión RAR
  - Thunderbird.
  - Cabeceras del kernel.
  - Arquitectura 686 sin PAE (para equipos antiguos).
  - Arquitectura 686 con PAE (mayoría de equipos).
  - Arquitectura amd64.
- Sabores:
  - Multimedia audio (147MB).
  - Multimedia vídeo (81MB).
  - Diseño gráfico (134MB).
  - Juegos (587MB).
  - Programación (302MB).
  - EXTREMADURATHOME.
  - Escritorio Gnome 2.30.
  - La configuración de repositorios incluye los repositorios de actualizaciones y seguridad de Debian Squeezy.
- Software específico (empaquetado o creado por Linex):
  - apt-linex-keyring: clave GPG del repositorio.
  - firefox-7-linex: navegador empaquetado por el equipo Linex.
  - gnome-system-monitor: modificado por el equipo Linex.
  - install-dni-linex: sistema de instalación y configuración del DNI electrónico.
  - linex-screensaver: salvapantallas.
  - skel-linex2011: skel del usuario.
  - sl-linex: huevo de Pascua.
  - software-center: gestor de software.
  - ttf-linex: fuentes.
  - libreoffice-3.4: paquete ofimático.

### Requisitos mínimos de LinEx 2011
- 3GB libres de disco duro. (después de haber instalado el sistema completo, el tamaño es de 3,5GB)
- 512MB memoria RAM.

### Sabores
Es de especial importancia resaltar que estos sabores son en realidad paquetes especiales que permiten instalar una serie de paquetes de software que configuran el sabor elegido.
Los sabores incluidos en Linex 2011 son los siguientes:

#### Especialidad Diseño Gráfico (linex2011-sabor-grafico)
Conjunto de aplicaciones, plugins y scripts para LinEx 2011, especializados en el Diseño Gráfico:
- Blender
- Dia
- GSFonts X11
- K3D
- MyPaint
- Scribus
- Scribus Templates
- Synfig STUDIO
- Synfig Ejemplos
- Wings 3D
- Yafray

#### Especialidad Juegos (linex2011-sabor-juegos)
Conjunto de juegos para LinEx 2011:
- Abuse
- Armagetronad
- Astromenace
- Blobby
- Bzflag
- Ceferino
- Extremeracer
- FlightGear
- Foobillard
- FretsOnFire
- Frozen-Bubble
- GBrainy
- Gltron
- PlayOnLinux
- Scid
- Scorched3D
- Slimevolley
- Trigger-Rally
- Tuxfootball

#### Especialidad Multimedia Audio (linex2011-sabor-multimedia-audio)
Conjunto de aplicaciones, plugins y scripts para LinEx 2011, especializados en la creación y edición de archivos multimedia Audio:
- Ardour
- Audacity
- Clementine
- CutMP3
- Ecasound
- Espeak
- GNU Sound
- Grip
- Hydrogen
- Icecast2
- Jack
- K3B
- Libaften0
- Libavcodec52
- Libavformat52
- Libmp3lame0
- LilyPond
- LMMS
- Rosegarden
- Sndfile-Tools

#### Especialidad Multimedia Vídeo (linex2011-sabor-multimedia-video)
Conjunto de aplicaciones, plugins y scritps para LinEx 2011, especializados en la creación y edición de archivos multimedia Vídeo:
- Avidemux
- Blender
- Cinelerra Community Version
- DVDStyler
- FFMPEG
- Gnome-Subtitles
- Handbrake GTK
- Libavformat52
- Mplayer
- StopMotion
- WinFF

#### Especialidad Programación (linex2011-sabor-programación)
Conjunto de compiladores y entornos de desarrollo destinados a la programación:
- Anjuta
- Bison
- DIA
- Eclipse
- Flex
- G++
- Gcc
- Glade
- Kdevelop
- Make
- Manpages-ES
- Manpages-ES EXTRA
- OpenJdk 6 JDK
- Qt3-Designer
- Strace
- Umbrello

## Información sobre la versión LinEx 2010

### Nuevas características
- Versión instalable y versión LIVE.
- Más rápida que nunca.
- Basada en Debian Lenny 5.04 estable.
- Kernel versión 2.6.32. Con soporte para recientes tarjetas de red inalámbricas.
- Entorno de escritorio: Gnome 2.2.
- Gestor de arranque: Grub2.
- Suitte ofimática OpenOffice 3.2 en castellano, diccionarios incluidos.
- Navegador web Firefox 3.6.10 autoactualizable.
- Acceso rápido a redes sociales.
- Editor de imágenes Gimp 2.6.10.
- Ampliado el soporte de tarjetas de red inalámbricas y dispositivos multimedia.
- Software para soporte para DNI-E instalable desde el instalador de LinEx.
- Reproductores de vídeo: Totem y MPlayer.
- Reproductores de audio: Audacious y Rhythmbox.
- Edición de vídeo: OpenShot
- Visor de Imágenes: Gthumb y F-spot
- Juegos: Frozen Bubble y Crack-Attack, entre otros.
- Sencilla gestión y configuración de redes inalámbricas desde entorno de escritorio, con soporte para WEP y WPA.
- Instala paquetes DEBIAN.deb con un simple clik, resolviendo cualquier problema de dependencia.
- Busca rápidamente cualquier fichero, contacto, correo electrónico... con la aplicación Gnome-DO.
- ¡LinEx Colabora con la Ciencia! EXTREMADURATHOME te permite colaborar con proyectos científicos utilizando la Computación Voluntaria. Ahora puedes colaborar destinando los recursos de tu PC para la investigación y la Ciencia cuando no lo estás usando.

## Información sobre la versión antigua GNULinex 2006

### Principal software incluido
1. Suite de oficina de Código abierto OpenOffice.org 2.0.2:
  1. Procesador de textos y editor de HTML
  2. Hoja de cálculo
  3. Presentaciones
2. Clientes de correo electrónico y de USENET
3. Navegador web, Firefox. Opera en versiones anteriores a la 2006.
4. Programas de edición y retoque fotográfico
  1. Gimp 2.2.11

### Virtudes
1. Estabilidad
2. Fácil instalación
3. Libre distribución y utilización
4. Prácticamente libre de virus informáticos
5. Coste nulo por pago de licencias
6. Adaptación al castellano (los programas vienen representados por importantes figuras de la literatura, ciencia, etc.)

### Defectos
1. En pocas tiendas se puede comprar un ordenador con gnuLinEx preinstalado.
2. Los nombres de muchos de los programas contenidos en la distribución han sido cambiados por otros relacionados con Extremadura, lo que puede hacer confuso el uso o aprendizaje en ocasiones, aunque en la versión 2004 se ha incluido la posibilidad de optar por los iconos y nombre originales de todas las aplicaciones incluidas en gnuLinEx. De todos modos, muchos usuarios lo ven como una virtud, ya que les ayuda a recordar sus aplicaciones preferidas con nombres comunes y sin anglicismos.

### Linex Colegios
Es una variación de GnuLinex orientada a los educadores. Se compone de tres perfiles de usuario, cada uno de ellos, para un ciclo de primaria. Todos están personalizados y llenos de contenidos y software educativo para cada alumno. Linex Colegios está instalado en los ordenadores de los centros de Educación Primaria e Infantil.

### Usuarios
En mayo de 2003, se habían distribuido 200.000 CD de LinEx gratuitamente mediante los diarios locales, se habían descargado 70.000 imágenes del sistema operativo desde el sitio web de la distribución. Alrededor del 10% de los habitantes de Extremadura podrían utilizar LinEx.

### Premios obtenidos
- Premio que concede la Asociación de Usuarios de las Telecomunicaciones (AUTEL) al desarrollo de servicios avanzados de tecnologías de la información y la comunicación (octubre de 2002)
- Premio de la Asociación de Usuarios Españoles de Linux (Hispalinux) a la Junta de Extremadura, por el desarrollo de gnuLinEx (noviembre de 2002)
- Premio «Computerworld 2003» a la Consejería de Educación, Ciencia y Tecnología de la Junta de Extremadura por la creación de gnuLinEx (marzo de 2003)
- Premio «Vettonia, voz Castúa» al consejero de Educación, Ciencia y Tecnología, concedido por la Agrupación Extremeña de Alcorcón, por el desarrollo de gnuLinEx (junio de 2003)
- Premio Europeo de la Innovación Regional, Categoría de Sociedad de la Información, otorgado por la Comisión Europea en el marco del Programa Regional Europeo de Acciones Innovadoras y entregado en el pleno del Comité de las Regiones, en Bruselas, el 22 de abril de 2004.

### gnuLinEx en los centros educativos
Actualmente gnuLinEx se encuentra principalmente en los institutos públicos de educación secundaria de la comunidad extremeña, contando con un ordenador (con gnuLinEx instalado) por cada dos alumnos o por cada mesa, para ser más exactos, aunque también en los equipos de profesores. También cuenta en los colegios de educación primaria y educación infantil.